# Formarinbach
Formarinbach er den venstre kildeflod til Lech i Vorarlberg i Østrig. Den udspringer ved bjerget Roter Wand, der ligger ved siden af søen Formarinsee. Formarinbach er omkring 10 km lang, og få kilometer før byen Lech forener den sig med Spullerbach og danner floden Lech.
47°11′42″N 10°03′16″Ø / 47.1949°N 10.0544°Ø